# Dilophodes auribasis
Dilophodes auribasis är en fjärilsart som beskrevs av Louis Beethoven Prout 1926. Dilophodes auribasis ingår i släktet Dilophodes och familjen mätare. Inga underarter finns listade i Catalogue of Life.